# Niles (New York)
Pour les articles homonymes, voir Niles.
Niles est une ville de l’État américain de New York, dans le comté de Cayuga. Sa population est estimée à 1 200 habitants par le Bureau du recensement des États-Unis en 2009.
Niles est située dans la région des Finger Lakes. La ville est frontalière du comté d'Onondaga.